# Olsenbandens sista bedrifter
Olsenbandens sista bedrifter är en norsk film från 1975 regisserad av Knut Andersen. Filmen är den sjätte i serien om Olsenbanden.

## Handling
Efter en tid i fängelset har Egon fått en uppgift av Holm-Hansen att få ut Bedford-diamanterna som är inlåsta i ett Franz Jäger-kassaskåp i Schweiz.
Egon blir dock lurad och får återvända hem till Oslo med en genialisk plan att stjäla tillbaka diamanterna och får hjälp som vanligt av Benny, Kjell och Basse.

## Om filmen
Filmen är en norsk version av den danska filmen Olsen-bandens sidste bedrifter från 1974.

## Rollista
- Arve Opsahl - Egon Olsen
- Carsten Byhring - Kjell Jensen
- Sverre Holm - Benny Fransen
- Aud Schønemann - Valborg
- Pål Johannessen - Basse
- Rolf Søder - Johan Morgan Rockefeller Holm-Hansen Jr.
- Sverre Wilberg - Hermansen
- Oddbjørn Hesjevoll - Konstaptel Holm
- Torgils Moe - Biffen